# Portret Francisca de Pisy
Portret Francisca de Pisy (Portret kanonika, Portret Jacoba Bossio) – obraz olejny przypisywany hiszpańskiemu malarzowi pochodzenia greckiego Dominikosowi Theotokopulosowi, znanemu jako El Greco.
Pierwotnie sportretowanego mężczyznę identyfikowano z włoskim historykiem Jacobo Bossio, przedstawicielem Zakonu Maltańskiego przy papieżu Grzegorzu XIII i jego historiografem. Interpretacja podyktowana była słowami Bosuis Canonici widniejącymi na stronie książki. Według historyków Bossio prawdopodobnie nigdy nie odwiedził Hiszpanii a tym samym portretowanym mężczyzną prawdopodobnie jest Francisco de Pisa, hiszpański duchowny, historyk miasta Toledo, fundator żeńskiego klasztoru Purísima Concepción de Nuestra Señora.
Portret został wykonany na modę włoską. Postać została ujęta w pozycji stojącej, z dłońmi opartymi na książce. Na sobie ma nieco za duży aksamitny płaszcz z futrzanym kołnierzem. Ma ponury wyraz twarzy, może nieco zasępiony czoło łyse, żyły stwardniałe występujące na wklęsłych już skroniach, oczy nierówne, policzki obwisłe pod wydatnymi kośćmi policzkowymi, usta pełne goryczy. Swoją postawą nawiązuje do postaci kardynała z Portretu kardynała Tavera a kompozycją do portretu Hieronima w obrazie Święty Hieronim jako kardynał. Model również patrzy na widza, ale między nim a duchownym wyczuwa się pełen szacunku dystans.